# Ceritaenia
Ceritaenia es un género de polillas de la familia Tortricidae.

## Especies
- Ceritaenia ceria Razowski & Becker, 2000